# Sparganothis
Sparganothis là một chi bướm đêm thuộc phân họ Tortricinae của họ Tortricidae.

## Các loài
- Sparganothis acerivorana MacKay, 1952
- Sparganothis albicaudana Busck, 1915
- Sparganothis bistriata Kearfott, 1907
- Sparganothis cana (Robinson, 1869)
- Sparganothis caryae (Robinson, 1869)
- Sparganothis chambersana (Kearfott, 1907)
- Sparganothis daphnana McDunnough, 1961
- Sparganothis demissana (Walsingham, 1879)
- Sparganothis diluticostana (Walsingham, 1879)
- Sparganothis directana (Walker, 1863)
- Sparganothis distincta (Walsingham, 1884)
- Sparganothis ferreana Busck, 1915
- Sparganothis flavibasana (Fernald, 1882)
- Sparganothis illustris Razowski, 1975
- Sparganothis karacana (Kearfott, 1907)
- Sparganothis lamberti Franclemont, 1986
- Sparganothis lycopodiana (Kearfott, 1907)
- Sparganothis matsudai Yasuda, 1975
- Sparganothis niveana (Walsingham, 1879)
- Sparganothis pettitana (Robinson, 1869)
- Sparganothis pilleriana ([Denis & Schiffermuller], 1775)
- Sparganothis praecana (Kennel, 1900)
- Sparganothis pulcherrimana (Walsingham, 1879)
- Sparganothis reticulatana (Clemens, 1860)
- Sparganothis rubicundana (Herrich-Schffer, 1856)
- Sparganothis salinana McDunnough, 1961
- Sparganothis saracana (Kearfott, 1907)
- Sparganothis senecionana (Walsingham, 1879)
- Sparganothis striata (Walsingham, 1884)
- Sparganothis sulfureana (Clemens, 1860)
- Sparganothis taracana Kearfott, 1907
- Sparganothis tristriata Kearfott, 1907
- Sparganothis tunicana (Walsingham, 1879)
- Sparganothis umbrana Barnes & Busck, 1920
- Sparganothis unifasciana (Clemens, 1864)
- Sparganothis violaceana (Robinson, 1869)
- Sparganothis vocaridorsana (Kearfott, 1905)
- Sparganothis xanthoides (Walker, 1863)

## Hình ảnh

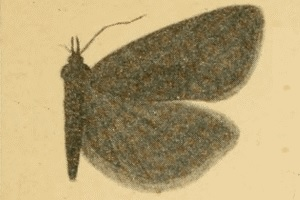